# 366252 Evanmillsap
366252 Evanmillsap è un asteroide della fascia principale. Scoperto nel 2007, presenta un'orbita caratterizzata da un semiasse maggiore pari a 2,7949833 au e da un'eccentricità di 0,1575754, inclinata di 12,63462° rispetto all'eclittica.